# John Kemp Starley

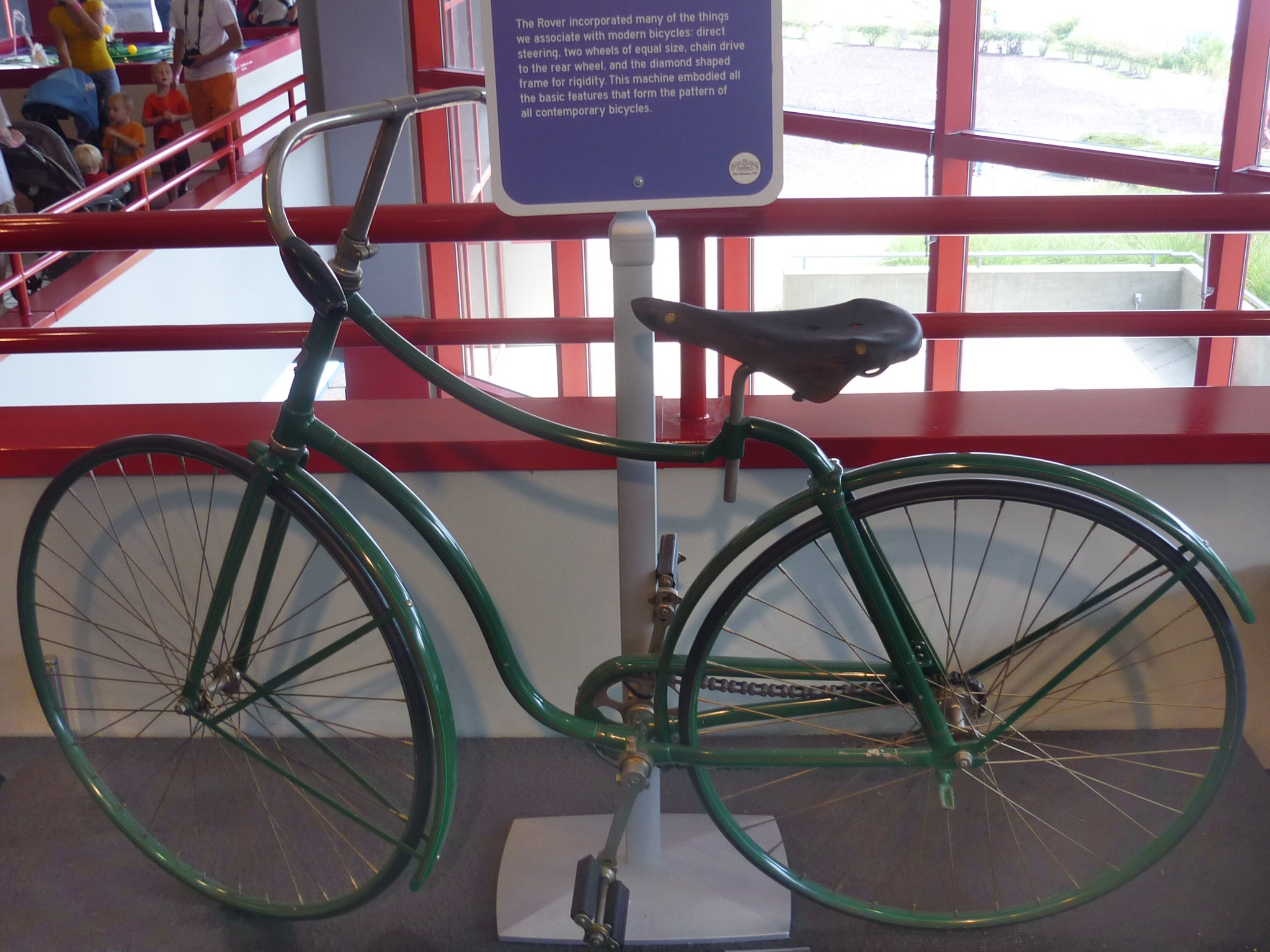
Rover Safety Bicycle uit 1886

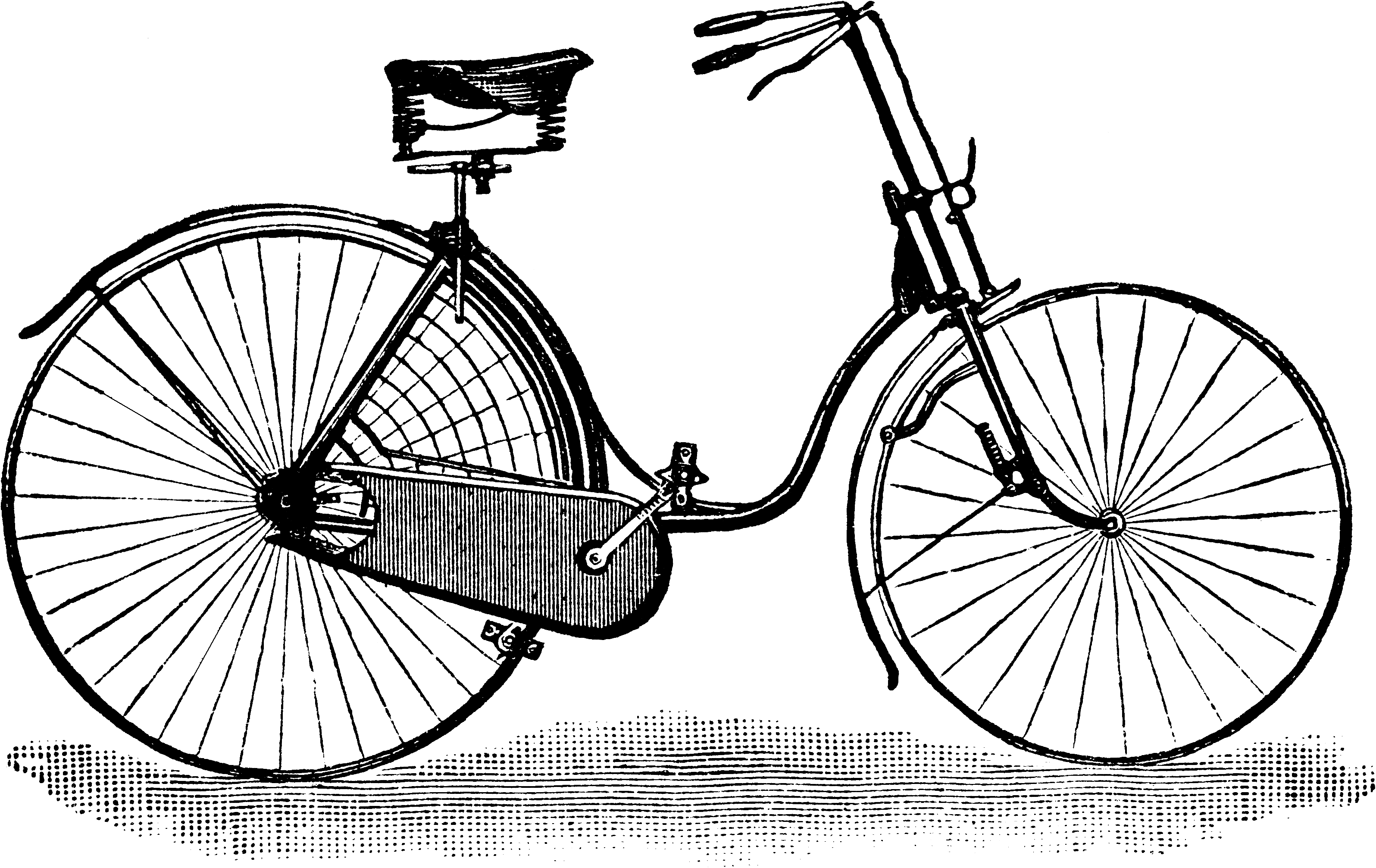
Dames Safety Bicycle uit 1889.

John Kemp Starley (Walthamstow, 14 december 1854 - Coventry, 29 oktober 1901) was een Engels uitvinder en magnaat. Hij was de eerste eigenaar van het automerk Rover. Tevens ontwikkelde Starley de fiets zoals wij die nu kennen. Hij was de neef van fietspionier, industrieel en uitvinder James Starley, die in 1874 de draadspaken had gepatenteerd.
John Kemp Starley was de zoon van een tuinman. In 1872 verhuisde hij naar Coventry om samen te gaan werken met zijn oom, de uitvinder James Starley en met William Hillman, die later het automerk Hillman zou oprichten. James Starley en William Hillman bliezen in 1874 echter eerst het merk Ariel nieuw leven in, nu ze inmiddels de draadspaken gepatenteerd hadden konden ze onder die naam rijwielen gaan maken. 

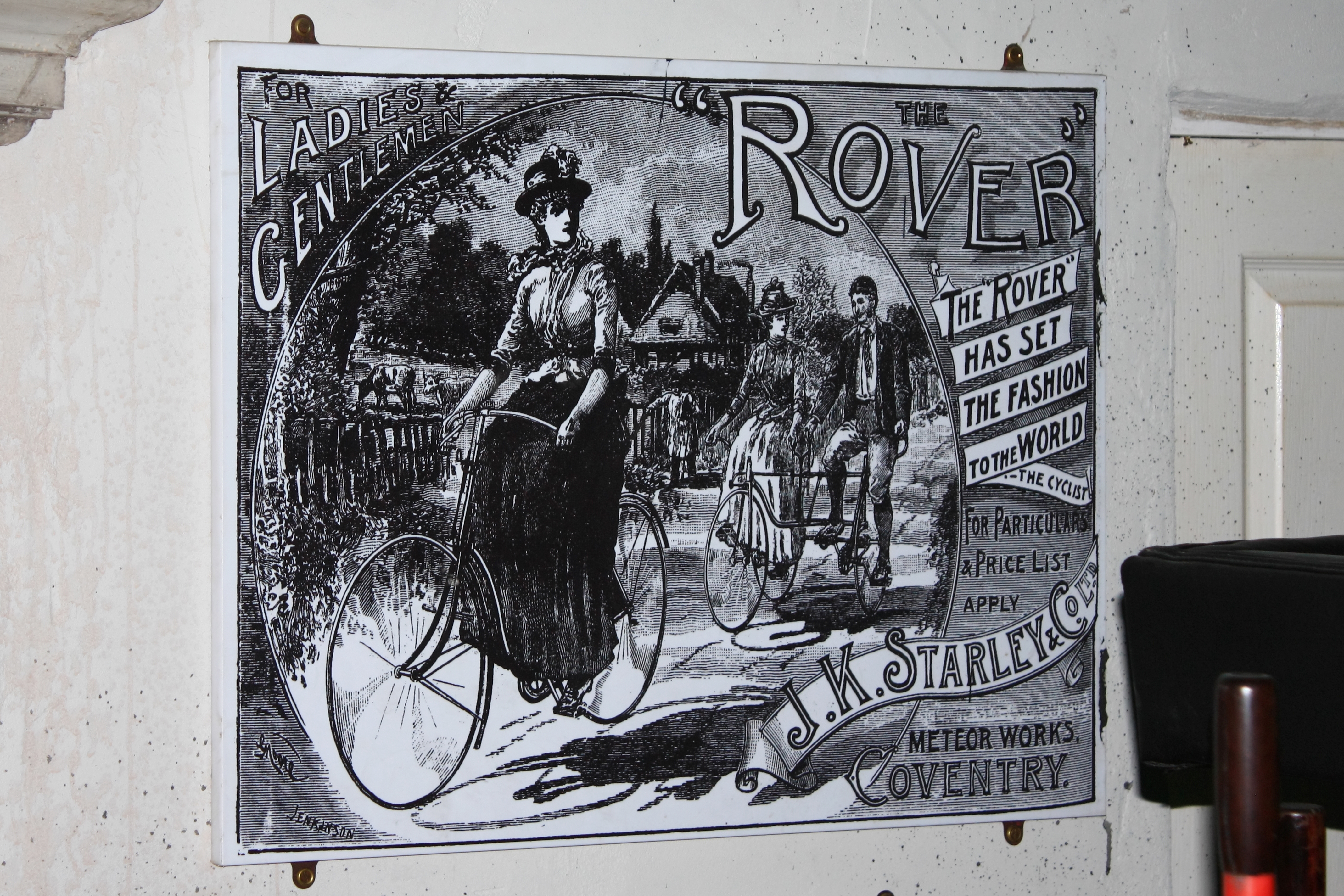
Rover poster in het Coventry Transport Museum. De tekst "The Rover had set the fashion to the world" was afgeleid van een tekst uit het blad Cycling: "The Rover has set the pattern to the world".

John Kemp Starley richtte in 1877 samen met William Sutton de Starley & Sutton Co op. Zij begonnen met de ontwikkeling van een veiliger en meer gebruiksvriendelijk rijwiel dan de penny-farthing die tot dat moment populair was. Ze begonnen ook met de productie van tricycles en in 1883 veranderde de bedrijfsnaam in Rover. In 1885 verscheen de Rover veiligheidsfiets met achterwielaandrijving en twee wielen die in diameter ongeveer gelijk waren. Daardoor was de fiets lager en veel stabieler dan de penny-farthing. De veiligheidsfiets sloeg onmiddellijk aan en werd over de hele wereld geëxporteerd. 
In 1889 werd de bedrijfsnaam gewijzigd in J. K. Starley & Co. Ltd en in de jaren negentig werd het de Rover Cycle Company Ltd.
John Kemp Starley overleed plotseling in 1901 en werd als directeur opgevolgd door Harry Smyth. Kort na het overlijden van Starley ging het bedrijf eerst motorfietsen en later ook auto's bouwen. 